# لورانس هورن
لورانس هورن (بالإنجليزية: Lawrence Horn)‏ هو منتج أسطوانات وملحن وكاتب أغاني ومهندس الصوت أمريكي، ولد في 1939، وتوفي في فبراير 2017.

## وصلات خارجية
- لورانس هورن على موقع ميوزك برينز (الإنجليزية)
- لورانس هورن على موقع ديسكوغز (الإنجليزية)